# Gino Pancino
Gino Pancino (ur. 11 kwietnia 1943 w Domanins) – włoski kolarz torowy, brązowy medalista olimpijski oraz dwukrotny medalista mistrzostw świata.

## Kariera
Pierwszy sukces w karierze Gino Pancino osiągnął w 1966 roku, kiedy wspólnie z Cipriano Chemello, Antonio Castello i Luigim Roncaglią zdobył złoty medal w drużynowym wyścigu na dochodzenie podczas mistrzostw świata we Frankfurcie. Na rozgrywanych rok później mistrzostwach świata w Amsterdamie Włosi w tym samym składzie zajęli w tej konkurencji drugie miejsce, przegrywając tylko z reprezentantami ZSRR. Pancino wystartował także na igrzyskach olimpijskich w Meksyku w 1968 roku, gdzie razem z Giorgio Morbiato, Luigim Roncaglią, Lorenzo Bosisio i Cipriano Chemello zajął trzecią pozycję.